# La Circassienne au bain
La Circassienne au Bain (La Circassa al bagno), anche noto come Une Baigneuse (Una bagnante), era un dipinto ad olio neoclassico del pittore Merry-Joseph Blondel realizzato nel 1814. Il dipinto rappresentava una giovane circassa che entrava in una vasca da bagno situata in un paesaggio idealizzato in stile classico. Il dipinto è andato perduto durante il naufragio del Titanic, avvenuto la notte tra il 14 ed il 15 aprile 1912. Quando le richieste di risarcimento finanziario vennero presentate al commissario statunitense Gilchrist nel gennaio del 1913, il dipinto acquisì notorietà per essere l’oggetto del risarcimento più alto contro la White Star Line per la perdita di un singolo carico o di un singolo bagaglio.

## Storia

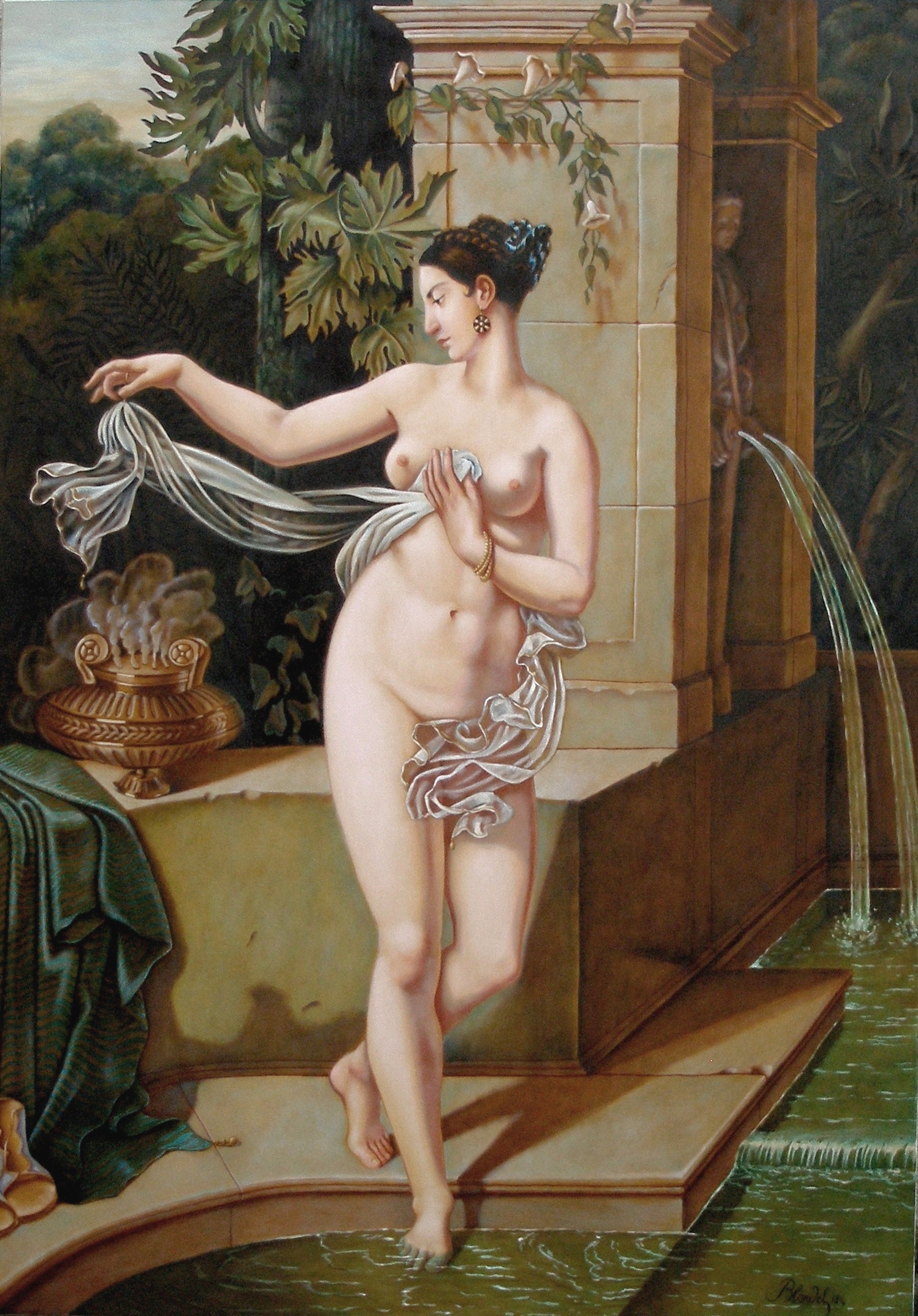
Una copia del dipinto realizzata da John Parker.

### Esibizione al Louvre
Il dipinto venne esposto per la prima volta al Salon di Parigi, al museo del Louvre, nel novembre del 1814. La critica inizialmente si limitò a lodare l’attenzione di Blondel per i dettagli e la sua competenza, ma, a parte i dubbi tecnici sulla torsione della parte superiore del corpo e l’assenza di grazia nella figura della giovane, la maggior preoccupazione dei critici derivò dal fatto che, nonostante le grandi dimensioni del dipinto, questo non era eccitante come altre opere precedenti dell’autore. Tuttavia, nel 1823, i critici iniziarono a esprimersi in modo più entusiasta riguardo al dipinto, probabilmente sotto l’influenza sia dell’accoglienza popolare favorevole dovuta alle riproduzioni in stampa dell’opera (come quella apparsa sulla rivista Almanach des Dames pour l’An 1823), sia per il miglioramento della carriera di Blondel.

### Scomparsa sulTitanic
Nel gennaio del 1913, a New York, venne presentato un reclamo contro la White Star Line da parte di un sopravvissuto al naufragio del Titanic dell’anno precedente, Mauritz Håkan Björnström-Steffansson: questi chiese un risarcimento finanziario per la perdita del dipinto e l’importo del reclamo equivaleva a 100 000 dollari (l’equivalente di 2,6 milioni di dollari nel 2020): ciò rese il quadro il singolo bagaglio dal valore più alto andato perduto durante il naufragio. Tuttavia, Björnström-Steffansson non ricevette il risarcimento che aveva richiesto: tutti i casi contro la White Star vennero risarciti con il pagamento di 644 000 dollari. Nel naufragio, oltre al quadro di Blondel, andarono perduti anche una copia delle Rubʿayyāt diʿUmar Khayyām e un ritratto autografato di Giuseppe Garibaldi.

## Dimensioni del dipinto
Nel reclamo di Björnström-Steffansson veniva descritto un dipinto avente come dimensioni “8 piedi x 4”, ma non era specificato se questo si riferisse alle dimensioni della tela, della cornice o della cassa dove era contenuto. Questo formato non era conforme alle convenzioni sulle dimensioni normali dei dipinti francesi, le quali furono formalizzate nel diciannovesimo secolo. Il dipinto non corrisponde inoltre al rapporto con il formato degli altri ritratti a figura intera realizzati da Blondel. Gli altri ritratti femminili a figura intera realizzati da Blondel, di dominio pubblico, sono conformi alle convenzioni standard sulle dimensioni di circa 130 centimetri, comprese entro un margine di più o meno 10 centimetri.